# Ralf Wolter
Ralf Wolter (26. listopadu 1926, Berlín – 14. října 2022 Mnichov) byl německý herec a komik.
Pocházel z umělecké rodiny, jeho otec byl kabaretní a varietní herec, zpěvák a akrobat. Herectví vystudoval v rodném Berlíně, kde také začal hrát nejen v tamních divadlech, ale vystupoval i v kabaretech.
Během svého života účinkoval zhruba ve 120 různých hraných filmech, českým divákům jsou patrně nejznámější jeho role z filmů Poklad na Stříbrném jezeře, Vinnetou 1. a 3. díl, Old Shatterhand, Vinnetou – Poslední výstřel a Vinnetou a míšenka Apanači, Vinnetou a Old Shatterhand v Údolí smrti, kde ztvárnil postavu Sama Hawkense. Skvěle jej do českého znění namluvil výborný herec Josef Beyvl či tradičně kvalitní dabér, ale i herec František Filipovský. 
Ralf Wolter hrál i v dalších v Česku méně známých mayovkách, pro tentokrát z východu, jako je Žut, V říši Stříbrného lva, Pyramida boha slunce, Poklad Aztéků a Divokým Kurdistánem, kde ztvárnil přítele hlavního hrdiny Kara ben Nemsího (na západě zvaného Old Shatterhand), a to Hadžiho Halefa Omara, skvěle nadabovaného naším prvotřídním hercem Vladimírem Hrubým.

## Filmografie, výběr
- 1962 Poklad na Stříbrném jezeře
- 1964 Zlatokopové z Arkansassu
- 1964 Žut
- 1965 Poklad Aztéků
- 1965 Pyramida boha slunce
- 1965 Vinnetou – Poslední výstřel
- 1967 Brooklynský klub vrahů
- 1968 Vinnetou a Old Shatterhand v Údolí smrti
- 1977 Hadí vejce
- 1982 Dva nosáči a rádio